# Tanafjorden
Tanafjorden, (nordsamiska: Deanuvuotna), är en norsk fjord i Gamviks, Berlevågs och Tana kommuner i Finnmark fylke. Tana älv mynnar ut i fjorden.
Den sträcker sig 66 kilometeter söderut mot Smalfjord längst in och ligger mellan Nordkinnhalvøya i väst och Varangerhalvøya i ost. Den har sitt inlopp mellan Omgangsneset i väst och Skarveneset i ost. Tanafjorden har många armar och de flesta tätorterna ligger längst in i dessa, Store Molvik på östsidan och Lávvonjárga är två undantag.
Fjordarmar på västsidan är Tyfjorden, Skardfjorden, Rafjorden, Hopsfjorden och Langfjorden samt på östsidan Trollfjorden. Tanafjorden delar sig i fem grenar, från väst till öst, Vestertana, Tarmfjorden, Smalfjorden, Tana älvs mynning och Leirpollen.